# Prem Tinszulanonda
Prem Tinszulanonda, thai: เปรม ติณสูลานนท์ (Szongkhla, 1920. augusztus 26. – Bangkok, 2019. május 26.) thai katonatiszt, politikus és államférfi volt, aki 1980. március 3-tól 1988. augusztus 4-ig Thaiföld miniszterelnökeként szolgált. 

## Katonai-politikai pályája
1978-ban a thai hadsereg főparancsnoka lett, 1979-ben honvédelmi miniszter, majd a következő évtől miniszterelnök. 
1981-ben és 1985-ben két puccskísérlet során is veszélyben forgott az élete.
Hivatalának vége (1988) után Bhumibol Aduljadezs király kinevezte a királyi tanácsadó testület tagjává, majd 1998-tól haláláig annak elnöke volt. Így megőrizte politikai befolyását, és feltételezhető, hogy a 2006-os katonai puccs kulcsfigurája is ő volt. IX. Ráma király 2016-os halálát követően rövid időre régens lett.

## Fordítás
Ez a szócikk részben vagy egészben  a   Prem Tinsulanonda című német Wikipédia-szócikk fordításán alapul.  Az eredeti cikk szerkesztőit annak laptörténete sorolja fel. Ez a jelzés csupán a megfogalmazás eredetét és a szerzői jogokat jelzi, nem szolgál a cikkben szereplő információk forrásmegjelöléseként.